# Gustav Daverio

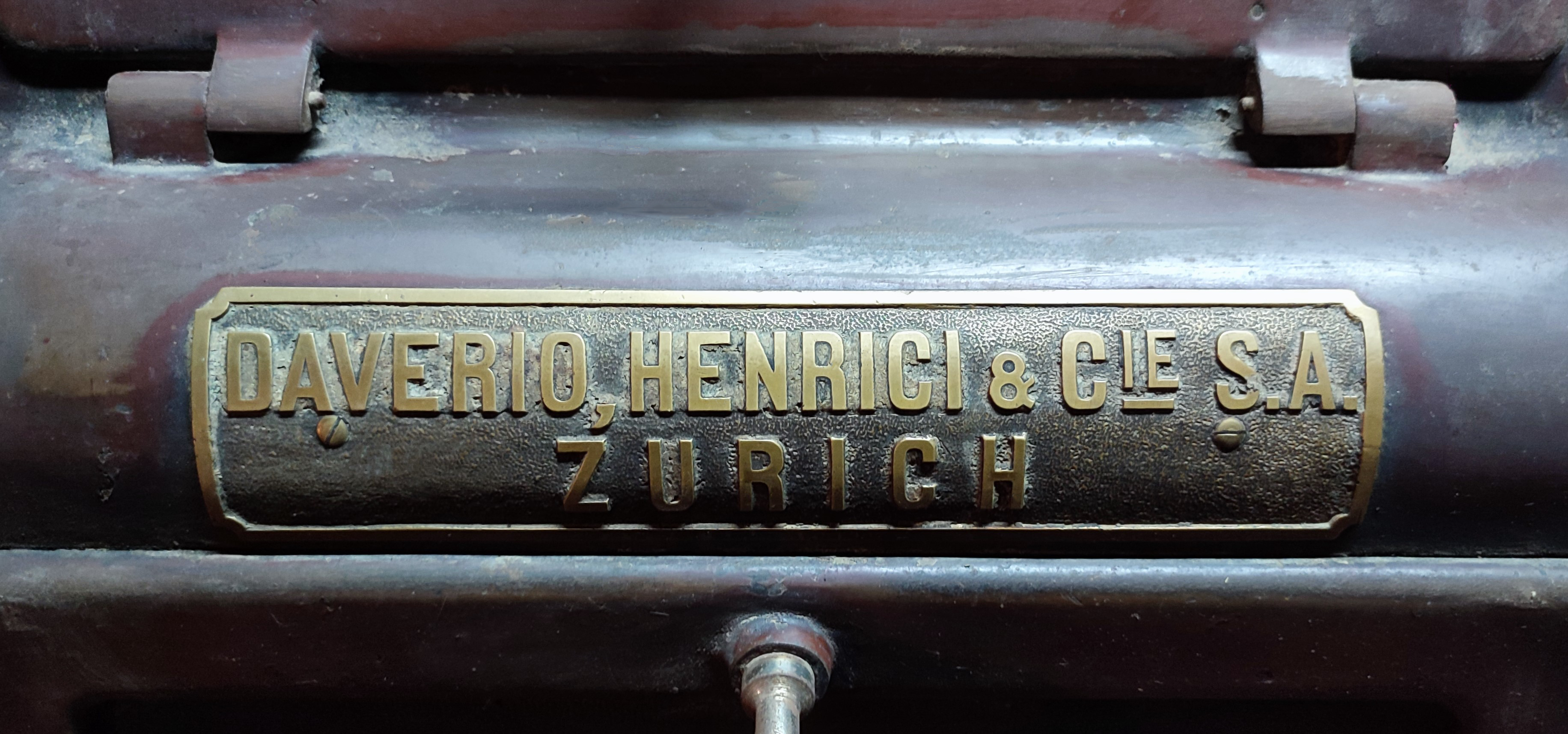
Daverio-Henrici & Cie

Gustav Daverio (* 20. Juli 1839 in Mailand; † 5. Juni 1899 in Zürich) war ein Schweizer Ingenieur, Gründer der Werkzeugfabrik Daverio & Cie., der späteren Maschinenfabrik Oerlikon, und des Zürcher Konstruktionsbüros für Müllereimaschinen Daverio-Henrici & Cie, der späteren Daverio AG.

## Leben
Geboren als Sohn des Professors der italienischen Sprache und NZZ-Redakteurs Ludwig Herkules Daverio studierte Gustav Daverio zunächst an der Eidgenössischen polytechnischen Schule Zürich Maschinenbau, wo er sich dem Corps Rhenania anschloss. 1860 ging er nach Baden an das Polytechnikum Karlsruhe. Hier schloss er sich dem Corps Franconia an. Nicht zuletzt aufgrund seiner Zugehörigkeit zu den beiden Corps in Zürich und Karlsruhe schlossen diese am 12. März 1863 einen Kartellvertrag ab, der für die Gründung des Weinheimer Senioren-Convents wegbereitend war.
Nach dem Studium arbeitete Daverio zunächst bei Rieter und Sulzer in Winterthur, bevor er 1868 in Rorschach, der Heimatstadt seiner Ehefrau Mathilde Faller, einer Bierbrauertochter, zusammen mit den Ingenieuren Friedrich Adolf Siewerdt und Albert Giesker die Werkzeugfabrik Daverio & Cie gründete. Diese wurde 1872 nach Oerlikon verlegt und 1876 zur Maschinenfabrik Oerlikon umgewandelt.
Im selben Jahr, 1876, gründete Daverio in Zürich das Konstruktionsbüro Daverio-Henrici & Cie., das sich bald zu einem führenden Konstruktionsbüro für Müllereimaschinen entwickelte. Nach seinem Tod wurde von seinen Erben 1909 die Mühlenbaufirma A. Millot akquiriert. Nach dieser Firmenübernahme begann man im Zürcher Industriequartier mit dem Bau eigener Maschinen. Später gehörten zum Angebotsspektrum der Bau von Mühlen, Förderanlagen und Posttechnik, die Drucknachbearbeitung sowie Logistiksysteme.